# 13234 Natashaowen
13234 Natashaowen este un asteroid din centura principală de asteroizi.

## Descriere
13234 Natashaowen este un asteroid din centura principală de asteroizi. A fost descoperit pe 22 martie 1998 la Stația Anderson Mesa în cadrul programului LONEOS. Asteroidul prezintă o orbită caracterizată de o semiaxă mare de 2,18 ua, o excentricitate de 0,14 și o înclinație de 3,7° în raport cu ecliptica.